# Pehr Osbeck

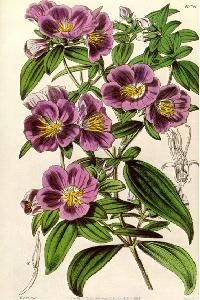
Osbeckia chinensis, dibuix d'Osbeck

Pehr Osbeck (1723 – 23 de desembre de 1805) va ser un explorador, naturalista i botànic suec, un dels deixebles o apòstols de Carl Linnaeus. Nasqué a la parròquia d'Hålanda a Västergötland i estudià a Uppsala amb Carl von Linné.

## Naturalista a la Xina
Entre 1750–1752 viatjà a Àsia a bord del vaixell Prins Carl i durant quatre mesos n'estudià la flora, la fauna, i la gent de la regió xinesa de Guangdong. Tornà a Suècia i contribuí amb 600 espècies de plantes a l'obra de Linnaeus Species Plantarum, publicada el 1753.
El 1757 publicà un diari sobre el seu viatge a la Xina, Dagbok öfwer en ostindisk Resa åren, traduït més tars a l'alemany i l'anglès L'any 1758, va ser escollit membre de la Reial Acadèmia Sueca de Ciències.
Morí a Halland l'any 1805.

## Col·leccions
Les seves grans col·leccions es conserven a Suècia i al Regne Unit. El gènere Osbeckia rep aquest nom en el seu honor.
La seva signatura com a botànic és: Osbeck